# Дим (митологија)
Дим или Дејмос (грч. Δεῖμος) је син бога рата Ареса и богиње љубави и лепоте Афродите.

## Митологија
Дим, оличење ужаса, наследио је све особине свог оца, и са својим братом Фобом који је оличење страха, учествовао је, раме уз раме са својим оцем у свим његовим биткама.
- Астрономи су именом Аресовог сина Дима, назвали један од два месеца планете Марс.